# مارک سیبک

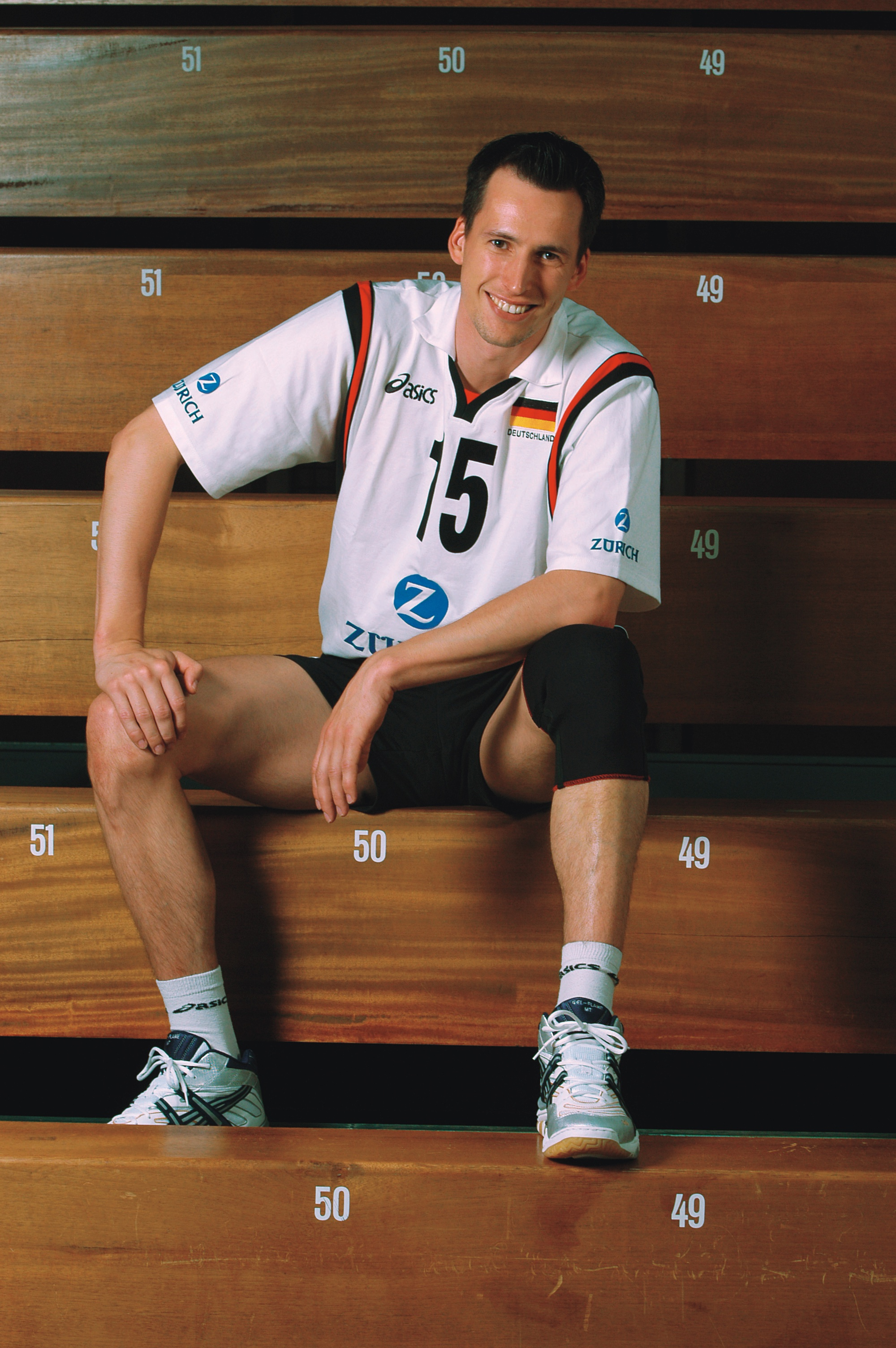
مارک سیبک.

مارک سیبک (به آلمانی: Mark Siebeck) (زاده ۱۴ اکتبر ۱۹۷۵ در زاکسن) بازیکن والیبال اهل آلمان عضو سابق تیم ملی والیبال آلمان است.